# A Videoton FC 2014–2015-ös szezonja
Ez a szócikk a Videoton FC 2014–2015-ös szezonjáról szól, mely sorozatban a 15., összességében pedig a 46. idénye volt a csapatnak a magyar első osztályban. A klub fennállásának ekkor volt a 73. évfordulója. A szezon 2014. július 25-én kezdődött és 2015. május 31-én ért véget. A 2011-es bajnoki címet követően újra bajnok lett, a csapat fennállása során másodszor.

## OTP Bank Liga

### Ősz
| 1. forduló 2014. július 26., szombat 18:30 |

| Videoton FC                                                                         | 3 – 0               | Lombard Pápa FC         |
| ----------------------------------------------------------------------------------- | ------------------- | ----------------------- |
| Juhász 28', Juhász 63' Nikolics 68' Oliveira 24' Trebotić 29' Sándor 36' Kovács 45′ | (1 – 0) Jegyzőkönyv | Žuļevs 27' Jagodics 82' |

| Sóstói Stadion, Székesfehérvár Nézőszám: 2385 Játékvezető: Vad II István (magyar) |

| 2. forduló 2014. augusztus 2., szombat 16:30 |

| Videoton FC                                                   | 3 – 0               | Dunaújváros PASE                  |
| ------------------------------------------------------------- | ------------------- | --------------------------------- |
| Oliveira 19' Sándor 56' Nikolics 62' Oliveira 45' Stopira 58' | (1 – 0) Jegyzőkönyv | Gavrić 78' Ukwuoma 85' Kocsis 89' |

| Sóstói Stadion, Székesfehérvár Nézőszám: 2310 Játékvezető: Iványi Zoltán (magyar) |

| 3. forduló 2014. augusztus 9., szombat 16:30 |

| Videoton FC                       | 3 – 2               | Győri ETO FC                                                    |
| --------------------------------- | ------------------- | --------------------------------------------------------------- |
| Wolfe 58' Juhász 75' Nikolics 83' | (0 – 1) Jegyzőkönyv | Pátkai 42' Rudolf 65' Pátkai 58' Lang 67' Priskin 70' Kocić 89' |

| Sóstói Stadion, Székesfehérvár Nézőszám: 3645 Játékvezető: Bognár Tamás (magyar) |

| 4. forduló 2014. augusztus 16., szombat 16:30 |

| Nyíregyháza Spartacus FC | 0 – 2               | Videoton FC                                                           |
| ------------------------ | ------------------- | --------------------------------------------------------------------- |
| Rezes 5' Balogh 58'      | (0 – 1) Jegyzőkönyv | Kovács 8' Nikolics 77' Simon 24' Caneira 85' Álvarez 88' Nikolics 91' |

| Nyíregyháza Városi Stadion, Nyíregyháza Nézőszám: 2744 Játékvezető: Solymosi Péter (magyar) |

| 5. forduló 2014. augusztus 23., szombat 18:30 |

| Videoton FC                                                            | 5 – 0               | MTK Budapest FC |
| ---------------------------------------------------------------------- | ------------------- | --------------- |
| Kovács 2' Gyurcsó 12' Kovács 27' Nikolics 55' Feczesin 91' Gyurcsó 42' | (3 – 0) Jegyzőkönyv |                 |

| Sóstói Stadion, Székesfehérvár Nézőszám: 2880 Játékvezető: Farkas Ádám (magyar) |

| 6. forduló 2014. augusztus 30., szombat 20:30 |

| Videoton FC                           | 3 – 0               | Puskás Akadémia FC                |
| ------------------------------------- | ------------------- | --------------------------------- |
| Gyurcsó 26' Nikolics 69' Nikolics 76' | (1 – 0) Jegyzőkönyv | Harsányi 6' Kelić 27′ Szélesi 84' |

| Sóstói Stadion, Székesfehérvár Nézőszám: 3085 Játékvezető: Kassai Viktor (magyar) |

| 7. forduló 2014. szeptember 14., szombat 16:30 |

| Videoton FC                                                 | 2 – 0               | Újpest FC                         |
| ----------------------------------------------------------- | ------------------- | --------------------------------- |
| Juhász 38' Nikolics 51' Simon 32' Vinícius 40' Nikolics 80' | (1 – 0) Jegyzőkönyv | Suljić 27' Litauszki 36' Nagy 56' |

| Sóstói Stadion, Székesfehérvár Nézőszám: 4650 Játékvezető: Iványi Zoltán (magyar) |

| 8. forduló 2014. szeptember 20., szombat |

| Swietelsky Haladás                                  | 0 – 2               | Videoton FC                            |
| --------------------------------------------------- | ------------------- | -------------------------------------- |
| Iszlai 11' Kopúnek 28′ Halmosi Péter 42′ Rocchi 59' | (0 – 2) Jegyzőkönyv | Nikolics 24' Nikolics 33' Szolnoki 90' |

| Soproni városi stadion, Szombathely Nézőszám: 2120 Játékvezető: Andó-Szabó Sándor (magyar) |

| 9. forduló 2014. szeptember 28., vasárnap 16:30 |

| Videoton FC                                                                                           | 2 – 1               | Diósgyőri VTK                                                      |
| --- | ------------------- | ------------------------------------------------------------------ |
| Nikolics 54' Alves 86' Sándor 20' Oliveira 56' Kovács 70' Juhász Roland 78' Szolnoki 93' Feczesin 94' | (0 – 0) Jegyzőkönyv | Grumić 81' Grumić 53' Husić 57' Szalai 57' Elek Ákos 61' Bacsa 87' |

| Sóstói Stadion, Székesfehérvár Nézőszám: 5522 Játékvezető: Bognár Tamás (magyar) |

| 10. forduló 2014. október 4., szombat 18:00 |

| Pécsi Mecsek FC        | 0 – 2               | Videoton FC                        |
| ---------------------- | ------------------- | ---------------------------------- |
| Čaušić 42' Horváth 87' | (0 – 2) Jegyzőkönyv | Nikolics 37' Čaušić 43' Kovács 33' |

| PMFC Stadion, Pécs Nézőszám: 800 Játékvezető: Vad II István (magyar) |

| 11. forduló 2014. október 19., szombat 18:30 |

| Videoton FC                        | 1 – 2               | Debreceni VSC                         |
| ---------------------------------- | ------------------- | ------------------------------------- |
| Kovács 34' Juhász 39' Vinícius 89' | (1 – 1) Jegyzőkönyv | Kulcsár 27' Kulcsár 59' Jovanović 53' |

| Sóstói Stadion, Székesfehérvár Nézőszám: 5282 Játékvezető: Erdős József (magyar) |

| 12. forduló 2014. október 25., szombat 20:00 |

| Videoton FC                                         | 2 – 0               | Paksi FC                         |
| --------------------------------------------------- | ------------------- | -------------------------------- |
| Oliveira 56' Nikolics 94' Vinícius 72' Szolnoki 88' | (0 – 0) Jegyzőkönyv | Kovács 9' Tamási 68' Kulcsár 78' |

| Sóstói Stadion, Székesfehérvár Nézőszám: 1883 Játékvezető: Kassai Viktor (magyar) |

| 13. forduló 2014. november 2., vasárnap 18:30 |

| Videoton FC | 1 – 0               | Budapest Honvéd FC              |
| ----------- | ------------------- | ------------------------------- |
| Kovács 43'  | (1 – 0) Jegyzőkönyv | Job 35' Godoy 75' Alcibiade 90' |

| Sóstói Stadion, Székesfehérvár Nézőszám: 2673 Játékvezető: Vad II István (magyar) |

| 14. forduló 2014. november 8., szombat 14:00 |

| Kecskeméti TE                                | 0 – 0               | Videoton FC                       |
| -------------------------------------------- | ------------------- | --------------------------------- |
| Kitl 36' Eninful 55' Laczkó 71' Patvaros 74′ | (0 – 0) Jegyzőkönyv | Sándor 25' Kovács 43' Stopira 60' |

| Széktói Stadion, Kecskemét Nézőszám: 1882 Játékvezető: Iványi Zoltán (magyar) |

| 15. forduló 2014. november 23., vasárnap 18:30 |

| Videoton FC                         | 0 – 0               | Ferencvárosi TC                  |
| ----------------------------------- | ------------------- | -------------------------------- |
| Szolnoki 11' Caneira 25' Juhász 27' | (0 – 0) Jegyzőkönyv | Pavlović 33' Mateos 41' Gera 77' |

| Sóstói Stadion, Székesfehérvár Nézőszám: 6012 Játékvezető: Farkas Ádám (magyar) |

| 16. forduló 2014. november 29., szombat 16:00 |

| Lombard Pápa                      | 0 – 5               | Videoton FC                                                                                         |
| --------------------------------- | ------------------- | --------------------------------------------------------------------------------------------------- |
| Popin 17' Frizoni 66' Kenesei 91' | (0 – 3) Jegyzőkönyv | Nikolics. 9' Nikolics 14' Gyurcsó 44' Stopira 59' Feczesin 69' Trebotić 40' Juhász 82' Szolnoki 83' |

| Sóstói Stadion, Székesfehérvár Nézőszám: 400 Játékvezető: Andó-Szabó Sándor (magyar) |

| 17. forduló 2014. december 6., szombat 16:00 |

| Dunaújváros PASE  | 1 – 4               | Videoton FC                                                                                            |
| ----------------- | ------------------- | --- |
| Böőr 65' Böőr 15' | (0 – 2) Jegyzőkönyv | Nikolics 10' Gyurcsó Ádám 29' Álvarez 53' Vinícius 86' Sándor 62′ Vinícius 62' Caneira 62' Stopira 93′ |

| Dunaferr Aréna, Dunaújváros Nézőszám: 1268 Játékvezető: Vad II István (magyar) |

### Tavasz
| 18. forduló 2015. március 1., vasárnap 16:30 |

| Győri ETO FC                                               | 2 – 2               | Videoton FC |
| ---------------------------------------------------------- | ------------------- | --- |
| Koltai 45' Priskin 91' Windecker 19' Priskin 56' Bucșa 93' | (1 – 2) Jegyzőkönyv | Nikolics Nemanja 31' Juhász 39' Oliveira 25' Chakla 29' Simon 45' Nikolics Nemanja 49' Fejes 79' Szolnoki Roland 89' Calatayud 90' |

| ETO Park, Győr Nézőszám: 3737 Játékvezető: Farkas Ádám (magyar) |

| 19. forduló 2015. március 7., szombat 18:30 |

| Videoton FC                           | 3 – 0               | Nyíregyháza Spartacus FC            |
| ------------------------------------- | ------------------- | ----------------------------------- |
| Vinícius 44' Álvarez 70' Nikolics 77' | (1 – 0) Jegyzőkönyv | Szokol 43' Arziani 58′ Pákolicz 79' |

| Sóstói Stadion, Székesfehérvár Nézőszám: 2346 Játékvezető: Németh Ádám (magyar) |

| 20. forduló 2015. március 14., szombat 14:00 |

| MTK Budapest FC   | 0 – 1               | Videoton FC                      |
| ----------------- | ------------------- | -------------------------------- |
| Dragan Vukmir 36′ | (0 – 0) Jegyzőkönyv | Feczesin Róbert 78' Oliveira 74′ |

| Hidegkuti Nándor Stadion, Budapest Nézőszám: 825 Játékvezető: Bognár Tamás (magyar) |

| 21. forduló 2015. március 21., szombat 14:00 |

| Puskás Akadémia FC                               | 0 – 0               | Videoton FC            |
| ------------------------------------------------ | ------------------- | ---------------------- |
| Tóth Balázs 5' Lencse 54' Sallai 90' Hajdúch 93' | (0 – 0) Jegyzőkönyv | Simon 47' Vinícius 91′ |

| Pancho Aréna, Felcsút Nézőszám: 3156 Játékvezető: Németh Ádám (magyar) |

| 22. forduló 2015. április 5. 18:30 |

| Újpest                     | 0 – 1               | Videoton                |
| -------------------------- | ------------------- | ----------------------- |
| Stanisavljević 32' Ojo 85' | (0 – 1) Jegyzőkönyv | Oliveira 37' Juhász 25' |

| Szusza Ferenc Stadion, Budapest Nézőszám: 1 295 Játékvezető: Vad II. István (magyar) Asszisztensek: Berettyán Péter, Georgiou Theodoros |

| 23. forduló 2015. április 12. vasárnap 18:30 |

| Videoton FC                                                                    | 7 – 0               | Swietelsky Haladás                    |
| ------------------------------------------------------------------------------ | ------------------- | ------------------------------------- |
| Nikolics 23' Feczesin 52', 62' Trebotić 70', 73' Oliveira 86' Fehér Zoltán 88' | (1 – 0) Jegyzőkönyv | Martínez 36′ Alcibiade 45' Iszlai 87' |

| Sóstói Stadion, Székesfehérvár Nézőszám: 2 510 Játékvezető: Farkas Ádám (magyar) Asszisztensek: Tóth II. Vencel , Varga Gábor |

| 24. forduló 2015. április 19. vasárnap 14:00 |

| Diósgyőri VTK   | 1 – 2               | Videoton FC                            |
| --------------- | ------------------- | -------------------------------------- |
| Griffiths 90+2' | (0 – 0) Jegyzőkönyv | Oliveira 47' Feczesin 58' Szolnoki 42' |

| DVTK-stadion, Miskolc Nézőszám: 2 575 Játékvezető: Iványi Zoltán (magyar) Asszisztensek: Tóth II. Vencel , Buzás Balázs |

| 25. forduló 2015. április 25. szombat 18:30 |

| Videoton FC                                              | 4 – 0               | Pécsi Mecsek FC         |
| -------------------------------------------------------- | ------------------- | ----------------------- |
| Gyurcsó 25' Oliveira 37' Nikolics 74' , 80' Szolnoki 66' | (2 – 0) Jegyzőkönyv | Ojdanić 77' Nagy J. 79' |

| Sóstói Stadion, Székesfehérvár Nézőszám: 2 565 Játékvezető: Solymosi Péter (magyar) Asszisztensek: Varga Zsolt , Márkus Tamás |

| 26. forduló 2015. május 2. szombat 14:00 |

| Debreceni VSC                    | 1 – 2               | Videoton FC                                                 |
| -------------------------------- | ------------------- | ----------------------------------------------------------- |
| Bódi 82' Máté Péter 56' Bódi 59' | (0 – 1) Jegyzőkönyv | Gyurcsó 43' Róbert 54' Feczesin 15' Szolnoki 23' Juhász 88' |

| DVTK-stadion, Debrecen Nézőszám: 6 155 Játékvezető: Iványi Zoltán (magyar) Asszisztensek: Ring György , Varga Gábor |

| 27. forduló 2015. április 19. vasárnap 14:00 |

| Paksi FC                               | 1 – 0               | Videoton FC              |
| -------------------------------------- | ------------------- | ------------------------ |
| Könyves 80' Kecskés 36' Kulcsár D. 94' | (0 – 0) Jegyzőkönyv | Simon Á. 8' Feczesin 43' |

| Fehérvári úti stadion, Paks Nézőszám: 2 575 Játékvezető: Berke Balázs (magyar) Asszisztensek: Buzás Balázs , Varga Gábor |

| 28. forduló 2015. május 16. vasárnap 14:00 |

| Budapest Honvéd FC                        | 1 – 1               | Videoton FC                                  |
| ----------------------------------------- | ------------------- | -------------------------------------------- |
| Youla 69' Godoy 33' Baráth 72' Gazdag 87' | (0 – 0) Jegyzőkönyv | Ivanovski 22' , 72' Maréval 91' Trebotić 93' |

| Bozsik József Stadion, Budapest Nézőszám: 1853 Játékvezető: Karakó Ferenc (magyar) Asszisztensek: Kelemen Attila , Szalai Dániel |

| 29. forduló 2015. május 25. vasárnap 14:00 |

| Videoton FC                                                           | 1 – 0               | Kecskeméti TE                                                         |
| --------------------------------------------------------------------- | ------------------- | --------------------------------------------------------------------- |
| Trebotić 29' Brachi 13' Kovács I. 21' Arturo Álvarez 63' Vinícius 89' | (1 – 0) Jegyzőkönyv | Farkas András 40' Eninful 43' Szalai Dániel 56' Karan 89' Csillag 91' |

| Sóstói Stadion, Székesfehérvár Nézőszám: 2 970 Játékvezető: Fábián Mihály (magyar) Asszisztensek: Varga Zsolt , Márkus Tamás |

| 30. forduló 2015. május 30. szombat 16:30 |

| Ferencvárosi TC                             | 2 – 0               | Videoton FC                          |
| ------------------------------------------- | ------------------- | ------------------------------------ |
| Böde 47' Čukić 70' Ramírez 28' Haris A. 47' | (0 – 0) Jegyzőkönyv | Szolnoki 17' Vinícius 45' Brachi 51' |

| Groupama Aréna, Székesfehérvár Nézőszám: 6 087 Játékvezető: Kassai Viktor (magyar) Asszisztensek: Georgiou Theodoros , Kelemen Attila |

## Magyar kupa
| 1. forduló 2014. augusztus 13. 18:00 |

| Testvériség (NB IV.) | 0 – 7               | Videoton FC                                                                     |
| -------------------- | ------------------- | ------------------------------------------------------------------------------- |
| Jakab 74'            | (0 – 1) Jegyzőkönyv | Oliveira 21' Álvarez 25' Chakla 44' Caneira 59' Vallejos 73' Feczesin 81' , 85' |

| Barátság Sporttelep, Budapest Nézőszám: Varga Gábor, Szarvas László Játékvezető: Ducsai József (magyar) |

| 2. forduló 2014. szeptember 10. szerda 15:30 |

| Kunszállás SE          | 0 – 8               | Videoton FC                                                                  |
| ---------------------- | ------------------- | ---------------------------------------------------------------------------- |
| Pöszmet 54' Mizsei 89' | (0 – 4) Jegyzőkönyv | Nagy Zs. 19' Feczesin 22', 82' , 88' Trebotić 26' Pajač 27' , 61' Chakla 79' |

| Kunszállás KSE Sporttelep, Kunszállás Játékvezető: Csonka Bence (magyar) Asszisztensek: Varga Gábor, Szarvas László |

| 3. forduló 2014. szeptember 23. kedd 18:00 |

| Szigetszentmiklósi TK                                   | 1 – 2               | Videoton FC                  |
| ------------------------------------------------------- | ------------------- | ---------------------------- |
| Hevesi-Tóth 10' , 43' Benkő-Bíró 5' Tóth 21' Pollák 72' | (1 – 0) Jegyzőkönyv | Feczesin 47' , 59' Fejes 78' |

| Sport utca, Szigetszentmiklós Játékvezető: Nagy Róbert (magyar) Asszisztensek: Varga Gábor, Márkus Tamás |

| 4. forduló 2014. október 28. kedd 17:30 |

| Videoton FC                                         | 2– 1                | Diósgyőri VTK                          |
| --------------------------------------------------- | ------------------- | -------------------------------------- |
| Debreceni 22' Nikolics 86' Juhász 28' Kovács I. 78' | (1 – 0) Jegyzőkönyv | Griffiths 64' Grumić 37' Gosztonyi 44' |

| Sóstói Stadion, Székesfehérvár Játékvezető: Iványi Zoltán (magyar) Asszisztensek: Albert István, Buzás Balázs |

| 5. forduló 2015. március 4. szerda, első mérkőzés 18:00 |

| Videoton FC                                                       | 2– 1                | Pécsi Mecsek FC                                             |
| ----------------------------------------------------------------- | ------------------- | ----------------------------------------------------------- |
| Feczesin 67', 89' Álvarez 94' Vinícius 38' Sándor 85' Maréval 86' | (0 – 1) Jegyzőkönyv | Frőhlich 44' Kővári 62' James 78' Ojdanić 94' Tadejević 94' |

| Sóstói Stadion, Székesfehérvár Játékvezető: Vad II István (magyar) Asszisztensek: Ring György, Szalai Dániel |

| 6. forduló 2015. április 8. szerda 18:00 (első mérkőzés) |

| Videoton FC                                      | 1– 0                | Újpest FC                      |
| ------------------------------------------------ | ------------------- | ------------------------------ |
| Gyurcsó 43' Trebotić 54' Oliveira 90' Brachi 94' | (1 – 0) Jegyzőkönyv | Andrić 42' Suljić 42' Nego 52' |

| Sóstói Stadion, Székesfehérvár Játékvezető: Pintér Csaba (magyar) Asszisztensek: Kóbor Péter, Huszár Balázs |

| 6. forduló 2015. április 28. kedd 18:00 (visszavágó) |

| Újpest FC                                   | 1– 4                | Videoton FC                                             |
| ------------------------------------------- | ------------------- | ------------------------------------------------------- |
| Litauszki 39' Nego 30' Balajcza 57' Ojo 71' | (1 – 0) Jegyzőkönyv | Nikolics 22' , 70' Feczesin 87' Oliveira 93' Juhász 28' |

| Szusza Ferenc Stadion, Budapest Játékvezető: Szabó Zsolt (magyar) Asszisztensek: Bozó Zoltán, Lémon Oszkár |

| 7. forduló 2015. május 20. szerda 20:00 |

| Videoton FC                              | 0– 4                | Ferencvárosi TC                                             |
| ---------------------------------------- | ------------------- | ----------------------------------------------------------- |
| Oliveira 33' Juhász 45' Sánchez J.C. 61' | (0 – 0) Jegyzőkönyv | Varga R. 53' Batik 60', 13' Lamah 68' Szolnoki 86' Gera 67' |

| Groupama Aréna, Budapest Játékvezető: Iványi Zoltán (magyar) Asszisztensek: Bozó Zoltán, Georgiou Theodos |

## Ligakupa

### E csoport
| Csapat   | M | Gy | D | V | Rg | Kg | Gk  | P  |
| -------- | - | -- | - | - | -- | -- | --- | -- |
| Videoton | 6 | 4  | 1 | 1 | 18 | 5  | +13 | 13 |
| Újpest   | 6 | 4  | 1 | 1 | 14 | 8  | +6  | 13 |
| Vasas    | 6 | 2  | 1 | 3 | 10 | 13 | –3  | 7  |
| Ajka     | 6 | 0  | 1 | 5 | 5  | 21 | –16 | 1  |

|          | AJK   | VID   | UJP   | VAS   |
| -------- | ----- | ----- | ----- | ----- |
| Ajka     |       | 1 – 5 | 2 – 2 | 0 – 4 |
| Videoton | 4 – 0 |       | 3 – 1 | 5 – 1 |
| Újpest   | 4 – 1 | 1 – 0 |       | 2 – 1 |
| Vasas    | 2 – 1 | 1 – 1 | 1 – 4 |       |

| 1. forduló 2014. szeptember 2. 18:00 |

| Videoton FC                           | 4 – 0               | FC Ajka                    |
| ------------------------------------- | ------------------- | -------------------------- |
| Sejben 26' Feczesin 34' , 65' Ács 88' | (2 – 0) Jegyzőkönyv | Matetits 16' Mogyorósi 85' |

| Sóstói Stadion, Székesfehérvár Játékvezető: Molnár Attila (magyar) Asszisztensek: Kepe Arnold, Kulman Tamás |

| 2. forduló 2014. szeptember 16. kedd 19:00 |

| Videoton FC                                              | 5 – 1               | Vasas SC                                      |
| -------------------------------------------------------- | ------------------- | --------------------------------------------- |
| Oliveira 28' , 43' Kékesi 57' Kovács I. 79' Feczesin 87' | (2 – 1) Jegyzőkönyv | Ádám 20' Polényi 30' Tóth Cs. 52' Nagy T. 67' |

| Sóstói Stadion, Székesfehérvár Játékvezető: Szilasi Szabolcs (magyar) Asszisztensek: Lémon Oszkár Takács Gábor |

| 3. forduló 2014. október 7. kedd 18:00 |

| Videoton FC                                        | 3 – 1               | Újpest FC                                |
| -------------------------------------------------- | ------------------- | ---------------------------------------- |
| Feczesin 15' , 73' Álvarez 45' Pajač 52' Fejes 58′ | (2 – 0) Jegyzőkönyv | Stanisavljević 58' Cvejba 45' Vadász 88' |

| Sóstói Stadion, Székesfehérvár Játékvezető: Oláh Gábor (magyar) Asszisztensek: Lémon Oszkár, Kis Zoltán |

| 4. forduló 2014. október 15. szerda 18:00 |

| Újpest FC                 | 1 – 0               | Videoton FC |
| ------------------------- | ------------------- | ----------- |
| Cvejba 93' Szalánszki 48' | (0 – 0) Jegyzőkönyv |             |

| Szusza Ferenc Stadion, Budapest Játékvezető: Berke Balázs (magyar) Asszisztensek: Varga Zsolt, Márkus Tamás |

| 5. forduló 2014. október 15. szerda 18:00 |

| Vasas SC             | 1 – 1               | Videoton FC             |
| -------------------- | ------------------- | ----------------------- |
| Brachi 9' Remili 74' | (0 – 0) Jegyzőkönyv | Feczesin 63' Brachi 84' |

| Illovszky Rudolf Stadion, Budapest Játékvezető: Pintér Csaba (magyar) Asszisztensek: Bozó Zoltán, Szvetnyik Bence |

| 6. forduló 2014. november 18. szerda 18:00 |

| FC Ajka                       | 1 – 5               | Videoton FC                                                       |
| ----------------------------- | ------------------- | ----------------------------------------------------------------- |
| Kalász 18' 53' Horváth V. 80' | (1 – 2) Jegyzőkönyv | Feczesin 36' Kleinheisler 45' Trebotić 65' Heffler 83' Géresi 92' |

| Városi Szabadidő- és Sportcentrum, Ajka Játékvezető: Kovács Gergely (magyar) Asszisztensek: Huszár Balázs, Kóbor Péter |

| 7. forduló 2014. december 2. 13:00 (középdöntő 1. forduló) |

| Dunaújváros PASE                            | 2 – 1               | Videoton FC                             |
| ------------------------------------------- | ------------------- | --------------------------------------- |
| Dodlek 23' Muscat 44' Hangya 55' Dániel 84' | (2 – 0) Jegyzőkönyv | Feczesin 85' Horváth T. 31' Álvarez 93' |

| Dunaferr Aréna, Dunaújváros Játékvezető: Németh Ádám (magyar) Asszisztensek: Varga Gábor, Pápai Zoltán |

| 8. forduló 2015. március 18. 18:00 (középdöntő 2. forduló) |

| Debreceni VSC                                                               | 2 – 3               | Videoton FC                           |
| --------------------------------------------------------------------------- | ------------------- | ------------------------------------- |
| Mihelič 38' Sidibe 89', 76' Morozov 8' Szakály P 15' Bódi 28' Jovanović 91' | (1 – 2) Jegyzőkönyv | Álvarez 9' Ivanovski 31' Feczesin 92' |

| Nagyerdei stadion, Debrecen Játékvezető: Andó-Szabó Sándor (magyar) Asszisztensek: Ring György, Kelemen Attila |

## Szuperkupa

### Mérkőzés
| Döntő 2015. július 5. 20.15 |

| Videoton                  | 0–3               | Ferencváros                                |
| ------------------------- | ----------------- | ------------------------------------------ |
| Pátkai 65' Szolnoki 90+2' | (0–2) Jegyzőkönyv | 21' Lamah 26' Varga 89' Somália 37′ Nalepa |

| Sóstói Stadion, Székesfehérvár Nézőszám: 1 500 Játékvezető: Andó-Szabó Sándor (magyar) |

| Videoton | Ferencváros |

| VIDEOTON:      |    |                     |       |     |
|                |    |                     |       |     |
| K              | 44 | Branislav Danilović |       |     |
| JV             | 3  | Paulo Vinícius      |       |     |
| V              | 30 | Szolnoki Roland     | 90+2' |     |
| V              | 23 | Juhász Roland       |       |     |
| BV             | 6  | Fejes András        |       | 76' |
| VKP            | 9  | Feczesin Róbert     |       | 36' |
| VKP            | 46 | Simon Ádám          |       |     |
| JSZ            | 7  | Gyurcsó Ádám        |       | 56' |
| KTK            | 33 | Dinko Trebotić      |       |     |
| BSZ            | 16 | Filipe Oliveira     |       |     |
| CS             | 17 | Pátkai Máté         | 65'   |     |
| Cserék:        |    |                     |       |     |
| K              | 4  | Kees Luijckx        |       |     |
| V              | 18 | Lang Ádám           |       |     |
| KP             | 5  | Heffler Tibor       |       |     |
| KP             | 10 | Kovács István       | 56'   |     |
| CS             | 19 | Mirko Ivanovski     | 36'   |     |
| CS             | 11 | Koltai Tamás        | 76'   |     |
| CS             | 42 | Gábor Péter         |       |     |
| Vezetőedző:    |    |                     |       |     |
| Bernard Casoni |    |                     |       |     |

| FERENCVÁROS: |    |                  |         |
|              |    |                  |         |
| K            | 90 | Dibusz Dénes     | 85'     |
| JV           | 99 | Nagy Ádám        |         |
| V            | 16 | Leandro          |         |
| V            | 27 | Michał Nalepa    | 23' 37' |
| BV           | 77 | Cristian Ramírez |         |
| JKP          | 22 | Busai Attila     |         |
| KTK          | 19 | Gyömbér Gábor    |         |
| BKP          | 99 | Ugrai Roland     | 66'     |
| JSZ          | 97 | Varga Roland     | 26' 60' |
| CS           | 13 | Böde Dániel      |         |
| BSZ          | 24 | Roland Lamah     | 21' 87' |
| Cserék:      |    |                  |         |
| K            | 55 | Jova Levente     |         |
| V            | 43 | Popov Patrik     |         |
| KP           | 14 | Nagy Dominik     | 66' 69' |
| KP           | 19 | Somália          | 60' 89' |
| KP           | 8  | Haraszti Zsolt   | 87'     |
| KP           | 95 | Haris Attila     |         |
| CS           | 98 | Valencsik Dávid  |         |
| Vezetőedző:  |    |                  |         |
| Thomas Doll  |    |                  |         |

Asszisztensek:

Tóth II. Vencel (magyar) (partvonal)

Albert István (magyar) (partvonal)

Negyedik játékvezető:

Horváth Róbert (magyar)

## Helyezések fordulónként
UEFA-bajnokok ligája selejtezőt érő helyezés
      Európa-liga selejtezőt érő helyezés
      Kieső hely
| Forduló  | 1. | 2. | 3. | 4. | 5. | 6. | 7. | 8. | 9. | 10. | 11. | 12. | 13. | 14. | 15. | 16. | 17. | 18. | 19. | 20. | 21. | 22. | 23. | 24. | 25. | 26. | 27. | 28. | 29. | 30. |
| -------- | -- | -- | -- | -- | -- | -- | -- | -- | -- | --- | --- | --- | --- | --- | --- | --- | --- | --- | --- | --- | --- | --- | --- | --- | --- | --- | --- | --- | --- | --- |
| Videoton | 2  | 1  | 2  | 1  | 1  | 1  | 1  | 1  | 1  | 1   | 1   | 1   | 1   | 1   | 1   | 1   | 1   | 1   | 1   | 1   | 1   | 1   | 1   | 1   | 1   | 1   | 1   | 1   | 1   | 1   |

## Nézőszámok
| # | Csapat   | HON   | DEB   | DIÓ   | DUN   | FTC   | ETO   | HAL   | KTE   | LOM   | MTK   | NYÍ   | PAK   | PÉC   | PUS   | ÚJP   | VID | Átlag | Összesen |
| - | -------- | ----- | ----- | ----- | ----- | ----- | ----- | ----- | ----- | ----- | ----- | ----- | ----- | ----- | ----- | ----- | --- | ----- | -------- |
|   | Videoton | 2 668 | 5 282 | 5 522 | 2 310 | 6 012 | 3 645 | 2 510 | 2 970 | 2 385 | 2 966 | 2 346 | 1 883 | 2 565 | 3 085 | 4 650 | —   | 3 387 | 50 799   |

Utolsó elszámolt mérkőzésnap: 2015. május 30.

## Játékoskeret
A félkövérrel jelölt játékosok szerepeltek hazájuk felnőtt válogatottjában.
| No. |     | Poszt | Játékos             |
| --- | --- | ----- | ------------------- |
| 1   | ESP | K     | Juan Calatayud      |
| 2   | ESP | V     | Álvaro Brachi       |
| 3   | BRA | V     | Paulo Vinícius      |
| 4   | POR | V     | Marco Caneira       |
| 5   | HUN | KP    | Heffler Tibor       |
| 6   | HUN | V     | Fejes András        |
| 7   | HUN | KP    | Gyurcsó Ádám        |
| 8   | HUN | KP    | Kleinheisler László |
| 9   | HUN | CS    | Feczesin Róbert     |
| 10  | HUN | KP    | Kovács István       |
| 11  | HUN | KP    | Sándor György       |
| 12  | SLV | CS    | Arturo Álvarez      |

| No. |     | Poszt | Játékos          |
| --- | --- | ----- | ---------------- |
| 13  | SRB | K     | Filip Pajović    |
| 14  | MAR | V     | Sofian Chakla    |
| 16  | POR | KP    | Filipe Oliveira  |
| 17  | HUN | CS    | Nikolics Nemanja |
| 19  | MKD | CS    | Mirko Ivanovski  |
| 22  | CPV | V     | Stopira          |
| 23  | HUN | V     | Juhász Roland    |
| 30  | HUN | V     | Szolnoki Roland  |
| 31  | HUN | K     | Horváth Tamás    |
| 33  | CRO | V     | Dinko Trebotić   |
| 41  | SRB | K     | Filip Pajović    |
| 46  | HUN | KP    | Simon Ádám       |
| 77  | CRO | KP    | Marko Pajač      |
| 88  | HUN | KP    | Haraszti Zsolt   |

## Végeredmény
| #   | Csapat                    | M  | GY | D  | V  | G+ – G– | GK  | P  | Megjegyzések                                   |
| --- | ------------------------- | -- | -- | -- | -- | ------- | --- | -- | ---------------------------------------------- |
| 1.  | Videoton (B)              | 30 | 22 | 5  | 3  | 64–14   | +50 | 71 | 2015–2016-os Bajnokok Ligája – 2. selejtezőkör |
| 2.  | Ferencvárosi TC (KGY) (I) | 30 | 19 | 7  | 4  | 49–19   | +30 | 64 | 2015–2016-os Európa-liga – 1. selejtezőkör     |
| 3.  | MTK Budapest (I)          | 30 | 18 | 3  | 9  | 39–25   | +14 | 57 | 2015–2016-os Európa-liga – 1. selejtezőkör     |
| 4.  | Debreceni VSC CV          | 30 | 15 | 9  | 6  | 44–19   | +25 | 54 | 2015–2016-os Európa-liga – 1. selejtezőkör     |
| 5.  | Paksi FC                  | 30 | 14 | 9  | 7  | 44–27   | +17 | 51 |                                                |
| 6.  | Újpest                    | 30 | 14 | 9  | 7  | 40–28   | +12 | 51 |                                                |
| 7.  | Diósgyőr                  | 30 | 13 | 9  | 8  | 43–36   | +7  | 48 |                                                |
| 8.  | Győri ETO (K)             | 30 | 10 | 8  | 12 | 41–44   | −3  | 38 | A 2015–2016-os szezonra nem kapott licencet    |
| 9.  | Kecskeméti TE (K)         | 30 | 10 | 8  | 12 | 30–39   | −9  | 38 | A 2015–2016-os szezonra nem kapott licencet    |
| 10. | Puskás Akadémia           | 30 | 10 | 5  | 15 | 35–40   | −5  | 35 |                                                |
| 11. | Pécsi MFC (K)             | 30 | 8  | 7  | 15 | 32–51   | −19 | 31 | A 2015–2016-os szezonra nem kapott licencet    |
| 12. | Nyíregyháza Ú (K)         | 30 | 8  | 6  | 16 | 33–49   | −16 | 30 | A 2015–2016-os szezonra nem kapott licencet    |
| 13. | Budapest Honvéd           | 30 | 6  | 10 | 14 | 26–36   | −10 | 28 |                                                |
| 14. | Haladás                   | 30 | 7  | 4  | 19 | 26–53   | −27 | 25 |                                                |
| 14. | Dunaújváros Ú (K)         | 30 | 5  | 8  | 17 | 26–49   | −23 | 22 | NB II                                          |
| 16. | Lombard Pápa (K)          | 30 | 4  | 7  | 19 | 14–57   | −43 | 19 | NB II                                          |

Utolsó frissítés: 2015. május 31. 
Forrás:  
A rangsorolás alapszabályai: 1. összpontszám, 2. győzelmek száma, 3. gólkülönbség, 4. szerzett gólok száma, 5. egymás elleni eredmények összpontszáma,  6. egymás elleni eredmények gólkülönbsége, 7. egymás elleni eredmények szerzett góljainak száma, 8. egymás elleni eredmények idegenben szerzett góljainak száma.
(B): Bajnokcsapat, (K): Kieső csapat, (F): Feljutó csapat, (I): Kupainduló, (R): A rájátszás győztese, (KGY): Kupagyőztes

A Dunaújvárostól 1 pont levonva. Forrás: Levontak egy pontot a Dunaújvárostól; stop.hu.

## Góllövőlista
| Mezszám  | Poz.     | Nemzet   | Név              | NB I | Magyar Kupa | Szuperkupa | Összesen |
| -------- | -------- | -------- | ---------------- | ---- | ----------- | ---------- | -------- |
| 17       | CS       | HUN      | Nikolics Nemanja | 21   | 3           | 0          | 24       |
| 9        | CS       | HUN      | Feczesin Róbert  | 7    | 9           | 0          | 16       |
| 16       | KP       | POR      | Filipe Oliveira  | 6    | 0           | 0          | 6        |
| 7        | CS       | HUN      | Gyurcsó Ádám     | 6    | 0           | 0          | 6        |
| 10       | KP       | HUN      | Kovács István    | 5    | 0           | 0          | 5        |
| 23       | V        | HUN      | Juhász Roland    | 5    | 0           | 0          | 5        |
| 33       | KP       | CRO      | Dinko Trebotić   | 3    | 0           | 0          | 3        |
| 3        | V        | BRA      | Paulo Vinícius   | 2    | 0           | 0          | 2        |
| 12       | CS       | SLV      | Arturo Álvarez   | 2    | 0           | 0          | 2        |
| 77       | KP       | CRO      | Marko Pajač      | 0    | 2           | 0          | 2        |
| 11       | KP       | HUN      | Sándor György    | 1    | 0           | 0          | 1        |
| 19       | CS       | MKD      | Mirko Ivanovski  | 1    | 0           | 0          | 1        |
| 22       | V        | CPV      | Stopira          | 1    | 0           | 0          | 1        |
| Öngól    | Öngól    | Öngól    | Öngól            | 0    | 0           | 0          | 0        |
| Összesen | Összesen | Összesen | Összesen         | 61   | 13          | 0          | 73       |

## Lapok
| #  | Nemz.                 | Poszt | Játékos         | Nemzeti Bajnokság (NB I) | Nemzeti Bajnokság (NB I)             | Nemzeti Bajnokság (NB I) | Magyar Kupa | Magyar Kupa                          | Magyar Kupa | Szuperkupa | Szuperkupa                           | Szuperkupa | Összesen  | Összesen                             | Összesen  |
| #  | Nemz.                 | Poszt | Játékos         | Sárga lap                | sárga lap · 2. sárga lap · kiállítva | kiállítva                | Sárga lap   | sárga lap · 2. sárga lap · kiállítva | kiállítva   | Sárga lap  | sárga lap · 2. sárga lap · kiállítva | kiállítva  | Sárga lap | sárga lap · 2. sárga lap · kiállítva | kiállítva |
| -- | --------------------- | ----- | --------------- | ------------------------ | ------------------------------------ | ------------------------ | ----------- | ------------------------------------ | ----------- | ---------- | ------------------------------------ | ---------- | --------- | ------------------------------------ | --------- |
| 30 | Magyarország          | V     | Szolnoki Roland | 10                       | 0                                    | 0                        | 0           | 0                                    | 0           | 0          | 0                                    | 0          | 10        | 0                                    | 0         |
| 3  | Brazília              | V     | Paulo Vinícius  | 7                        | 1                                    | 0                        | 2           | 0                                    | 0           | 0          | 0                                    | 0          | 9         | 1                                    | 0         |
| 23 | Magyarország          | V     | Juhász Roland   | 7                        | 0                                    | 0                        | 3           | 0                                    | 0           | 0          | 0                                    | 0          | 10        | 0                                    | 0         |
| 46 | Magyarország          | KP    | Simon Ádám      | 5                        | 0                                    | 0                        | 0           | 0                                    | 0           | 0          | 0                                    | 0          | 5         | 0                                    | 0         |
|    | Magyarország          | KP    | Loïc Nego       | 0                        | 0                                    | 0                        | 5           | 0                                    | 0           | 0          | 0                                    | 0          | 5         | 0                                    | 0         |
| 10 | Magyarország          | KP    | Kovács István   | 4                        | 1                                    | 0                        | 0           | 0                                    | 0           | 0          | 0                                    | 0          | 4         | 1                                    | 0         |
| 16 | Portugália            | KP    | Filipe Oliveira | 4                        | 0                                    | 0                        | 2           | 0                                    | 0           | 0          | 0                                    | 0          | 6         | 0                                    | 0         |
| 22 | Zöld-foki Köztársaság | V     | Stopira         | 2                        | 0                                    | 0                        | 0           | 0                                    | 0           | 0          | 0                                    | 0          | 2         | 0                                    | 0         |